# The Larks
The Larks is een Britse stripreeks van Jack Dunkley (tekeningen). Bill Killy en Arthur Lay, die ook schreven voor de radio, stonden in voor de scenario's. Deze komische dagstrip verscheen vanaf 1957 in de krant Daily Mirror. Later werden de scenario's geschreven door Robert St John-Cooper en vanaf 1963 Brian Cook, die ook schreef voor de televisie. Deze stripreeks verscheen ook in de Franse pers onder de titel Sam et Zette.

## Inhoud
Sam Lark werkt in een supermarkt en is getrouwd met Sal. De strip verhaalt hun gezinsleven. Vanaf 1961 vervoegt zoon Stevie het gezin, gevolgd door dochter Susie en kat Soso.